# Лужицы (Кингисеппский район)
Лу́жицы (вод. Luutsa, ижор. Luutsa) — деревня Усть-Лужского сельского поселения Кингисеппского района Ленинградской области.
Возникла в результате слияния двух смежных деревень: Пески и Нижние Лужицы.

## Название
Получила от расположения на реке Лужица.

## История
Впервые упоминается в Писцовой книге Водской пятины 1500 года как деревня Лужицы на усть Луги у моря в Никольском Толдожском погосте в Чюди Ямского уезда.
Затем как деревня Lusitza by в Толдожском погосте в шведских «Писцовых книгах Ижорской земли» 1618—1623 годов.
На карте Ингерманландии А. И. Бергенгейма, составленной по шведским материалам 1676 года, она обозначена как деревня Asinits.
На шведской «Генеральной карте провинции Ингерманландии» 1704 года — как деревня Luscrits bÿ.
Как безымянная деревня она обозначена на «Географическом чертеже Ижорской земли» Адриана Шонбека 1705 года.
На карте Санкт-Петербургской губернии Я. Ф. Шмидта 1770 года упоминается как деревня Старые Лужицы.
Деревня Нижние Лужицы являлась вотчиной императора Александра I из которой в 1806—1807 годах были выставлены ратники Императорского батальона милиции.
На карте Санкт-Петербургской губернии Ф. Ф. Шуберта 1834 года обозначены деревни: Верхние Лужицы, Лужицы (Глинка) с водяной мельницей, между ними мыза Лужицы Помещика Плевсковского и Нижние Лужицы помещицы Триньяковской.

ЛУЖИЦЫ — деревня, принадлежит полковнику Шрейдеру, число жителей по ревизии: 34 м. п., 37 ж. п.
 
В оной: Мукомольная мельница. (1838 год)

На карте Ф. Ф. Шуберта 1844 года и С. С. Куторги 1852 года обозначены смежные деревни: Пески, Лужцы Нижние, Лужицы Глинка и Лужицы Верхние.
На этнографической карте Санкт-Петербургской губернии П. И. Кёппена 1849 года они обозначены как деревни «Liwakylä», «N. Lushizy» и «Ob. Lushizy», расположенные в ареале расселения води.
В пояснительном тексте к этнографической карте указано количество их жителей на 1848 год (все водь): 
- Liwakylä (Пески) — 50 м. п., 84 ж. п., всего 134 человека
- Dorf Nishnije Lushizy (деревня Нижние Лужицы) — 39 м. п., 35 ж. п., всего 74 человека
- Gut und Dorf Werchnije Lushizy (мыза и деревня Верхние Лужицы) — 27 м. п., 25 ж. п., всего 52 человека[15].

ЛУЖИЦЫ — деревня полковника Шредера, 10 вёрст по почтовой, а остальное по просёлочной дороге, число дворов — 8, число душ — 41 м. п.
  
ВЕРХНИЕ ЛУЖИЦЫ — деревня Ораниенбаумского дворцового правления, по просёлочной дороге, число дворов — 8, число душ — 37 м. п. (1856 год)

НИЖНИЕ ЛУЖИЦЫ — деревня, число жителей по X-ой ревизии 1857 года: 72 м. п., 70 ж. п., всего 142 чел.

ВЕРХНИЕ ЛУЖИЦЫ — деревня, число жителей по X-ой ревизии 1857 года: 38 м. п., 38 ж. п., всего 76 чел.
 
ПЕСКИ — деревня, число жителей по X-ой ревизии 1857 года: 49 м. п., 47 ж. п., всего 96 чел.

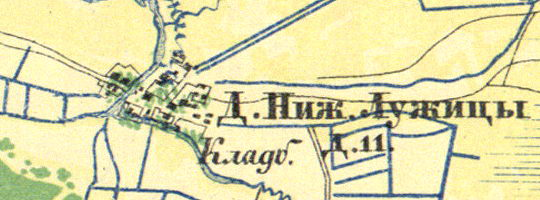
Деревня Лужицы на карте 1860 года

В 1860 году деревня Нижние Лужицы насчитывала 11 дворов, а смежная с ней деревня Пески — 18. Кроме того, чуть выше по течению реки Лужицы существовала деревня Верхние Лужицы из 8 дворов.

ЛУЖИЦЫ — мыза владельческая при реке Лужицах, число дворов — 1, число жителей: 15 м. п., 16 ж. п.;

НИЖНИЕ ЛУЖИЦЫ — деревня владельческая при реке Лужицах, число дворов — 16, число жителей: 67 м. п., 67 ж. п.;

ВЕРХНИЕ ЛУЖИЦЫ — деревня дворцового ведомства при колодцах, число дворов — 9, число жителей: 46 м. п., 46 ж. п.;

ПЕСКИ (ЛИВИКУЛЬ) — деревня владельческая при реке Лужицах, число дворов — 19, число жителей: 60 м. п., 63 ж. п. (1862 год)

В 1865 году временнообязанные крестьяне деревень Лужицы и Пески выкупили свои земельные наделы у Ф. В. Шредерса и стали собственниками земли.

НИЖНИЕ ЛУЖИЦЫ — деревня, по земской переписи 1882 года: семей — 32, в них 102 м. п., 101 ж. п., всего 203 чел.
 
ВЕРХНИЕ ЛУЖИЦЫ — деревня, по земской переписи 1882 года: семей — 20, в них 59 м. п., 64 ж. п., всего 123 чел.

ПЕСКИ — деревня, по земской переписи 1882 года: семей — 28, в них 87 м. п., 88 ж. п., всего 175 чел.

Согласно материалам по статистике народного хозяйства Ямбургского уезда 1887 года мыза Лужицы площадью 511 десятин принадлежала дворянину Н. Е. Шредерсу, она была приобретена до 1868 года, на мызе была кузница и водяная мельница.

НИЖНИЕ ЛУЖИЦЫ — деревня, число хозяйств по земской переписи 1899 года — 44, число жителей: 141 м. п., 139 ж. п., всего 280 чел.; разряд крестьян: бывшие владельческие; народность: финская

ВЕРХНИЕ ЛУЖИЦЫ — деревня, число хозяйств по земской переписи 1899 года — 26, число жителей: 65 м. п., 78 ж. п., всего 143 чел.; разряд крестьян: бывшие удельные; народность: русская — 6 чел., финская — 137 чел.
 
ПЕСКИ — деревня, число хозяйств по земской переписи 1899 года — 31, число жителей: 103 м. п., 107 ж. п., всего 210 чел.; разряд крестьян: бывшие владельческие; народность: финская

В конце XIX — начале XX века деревни административно относились к Лужицкой волости 2-го стана Ямбургского уезда Санкт-Петербургской губернии. Население деревень было смешанным — водско-русским.
По данным «Памятных книжек Санкт-Петербургской губернии» за 1900 и 1905 годы мыза Лужица с отрезом земли от деревень Лужицы и Пески площадью 465 десятин принадлежала дворянину Николаю Эдуардовичу Шредерсу.
В начале 1917 года деревня Нижние Лужицы входила в состав Лужицкой волости.
С 1917 по 1924 год деревни Пески и Нижние Лужицы находились в составе Лужицкого сельсовета Наровской волости Кингисеппского уезда.
С 1924 по 1927 год в составе Песковского сельсовета.
Согласно данным переписи населения СССР 1926 года в деревне Пески проживали 228 человек — большинство водь, а также русские, ижоры и эстонцы; в деревне Лужицы-Нижние проживали 314 человек — большинство водь, а также русские, ижоры и литовцы. В соседней деревне Лужицы-Верхние проживали 165 человек — большинство ижоры, а также эстонцы. Во вновь образованной деревне Лужицы-Средние проживали 68 человек — большинство водь, а также эстонцы.
С 1927 года в составе Котельского района.
С 1928 года в составе Кракольского сельсовета. В 1928 году население деревни Верхние Лужицы также составляло 165 человек.

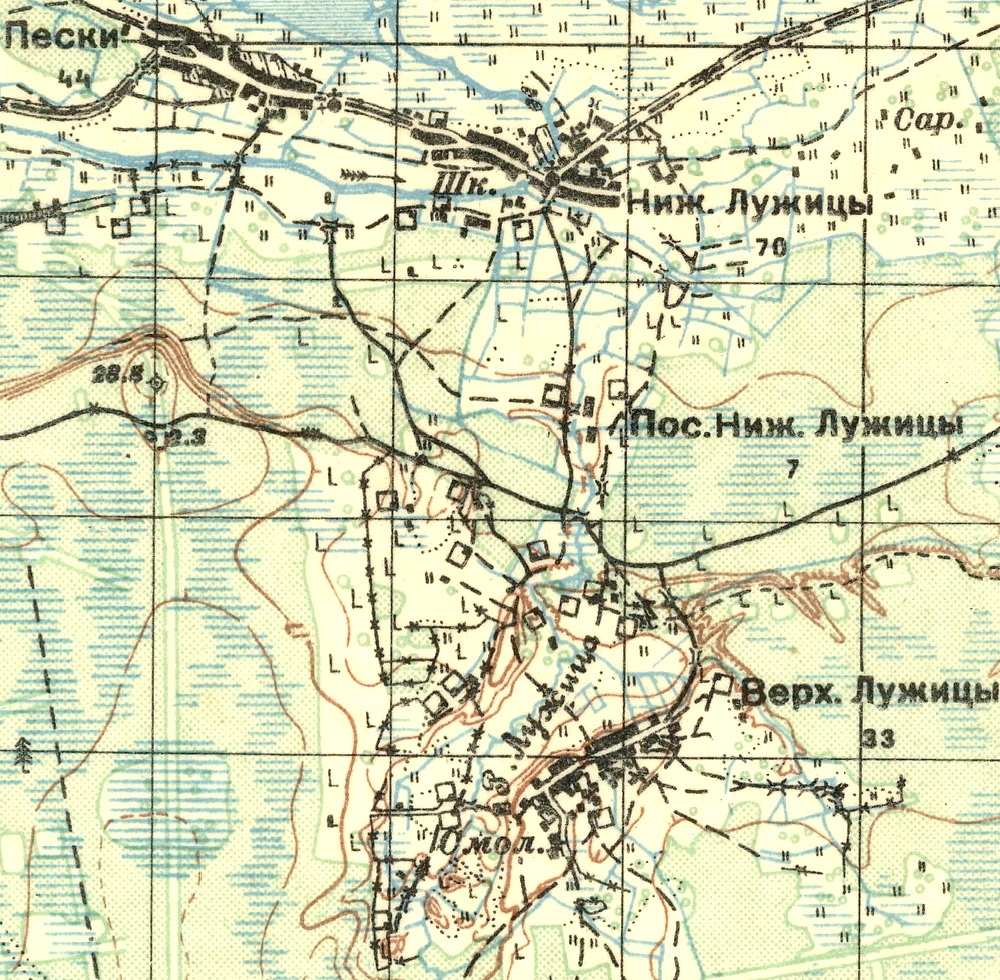
Деревни Пески и Лужицы на карте 1930 года

Согласно топографической карте РККА 1930 года деревня Пески насчитывала 44 двора, деревня Нижние Лужицы — 70, в ней находилась школа. Расположенная к югу от неё деревня Верхние Лужицы насчитывала 33 двора, в ней находился смоляной завод. Вновь образованный посёлок Нижние Лужицы (деревня Средние Лужицы) насчитывал 7 дворов.
С 1931 года все они в составе Кингисеппского района.
По данным 1933 года Нижние Лужицы и смежные с ней Пески, а также соседние Верхние Лужицы и Средние Лужицы, входили в состав Кракольского сельсовета Кингисеппского района.
В 1939 году население деревни Пески составляло 309 человек.

Деревни Пески и Лужицы на карте 1940 года

Деревни были освобождены от немецко-фашистских оккупантов 1 февраля 1944 года.
В 1945 году «деревня Пески была присоединена к деревне Лужицы».
В 1958 году население деревни Нижние Лужицы составляло 208 человек, а население деревни Пески — 178 человек.
По данным 1966 и 1973 годов деревня называлась Нижние Лужицы и находилась в составе Кракольского сельсовета.
По данным 1990 года деревня называлась Лужицы и входила в состав Усть-Лужского сельсовета Кингисеппского района.
В 1997 году в деревне проживали 82 человека, в 2002 году — также 82 человека (русские — 84 %), в 2007 году — 84.

## География
Деревня расположена в северо-западной части района на автодороге 41К-109 (Лужицы — Первое Мая) в месте примыкания к ней автодороги А180 (E 20) (Санкт-Петербург — Ивангород — граница с Эстонией) «Нарва».
Расстояние до административного центра поселения — 7 км.
Расстояние до ближайшей железнодорожной станции Усть-Луга — 4 км.
Деревня находится в устье реки Лужица.

## Демография

Водский флаг

Часть жителей Лужиц и соседней деревни Краколье — представители небольшой финно-угорской народности водь.
В деревне действует Водский музей. 
| 1862 | 2007 | 2010 | 2017 |
| ---- | ---- | ---- | ---- |
| 134  | ↘84  | ↘69  | ↗84  |

### Национальный состав
Согласно данным Всероссийской переписи населения 2021 года в деревне проживали 75 человек, из них:
 русские — 63, водь — 10, татары — 1, один человек национальность не указал.

## Фото

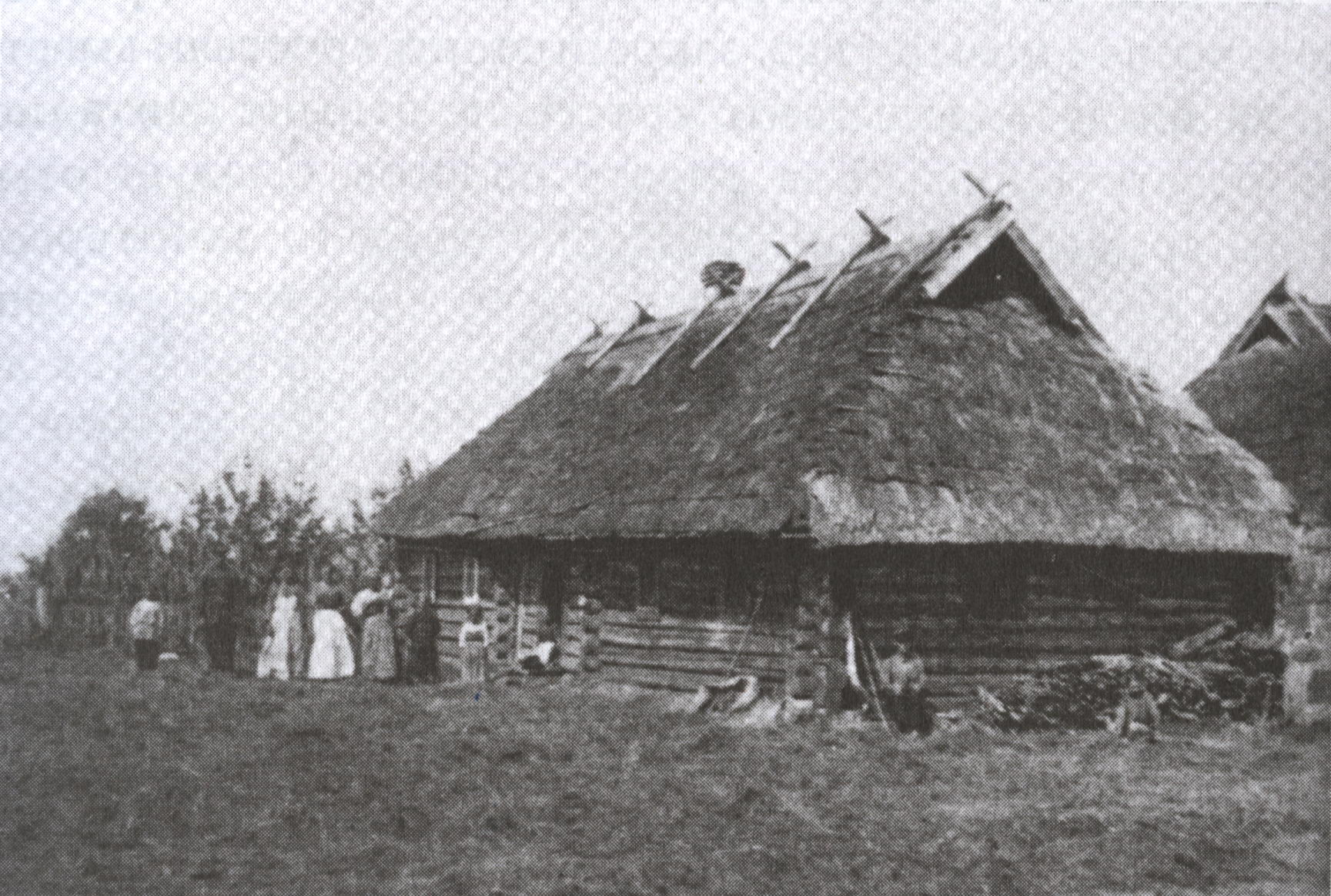
Курная изба в деревне Пески (Лужицы). 1911 год
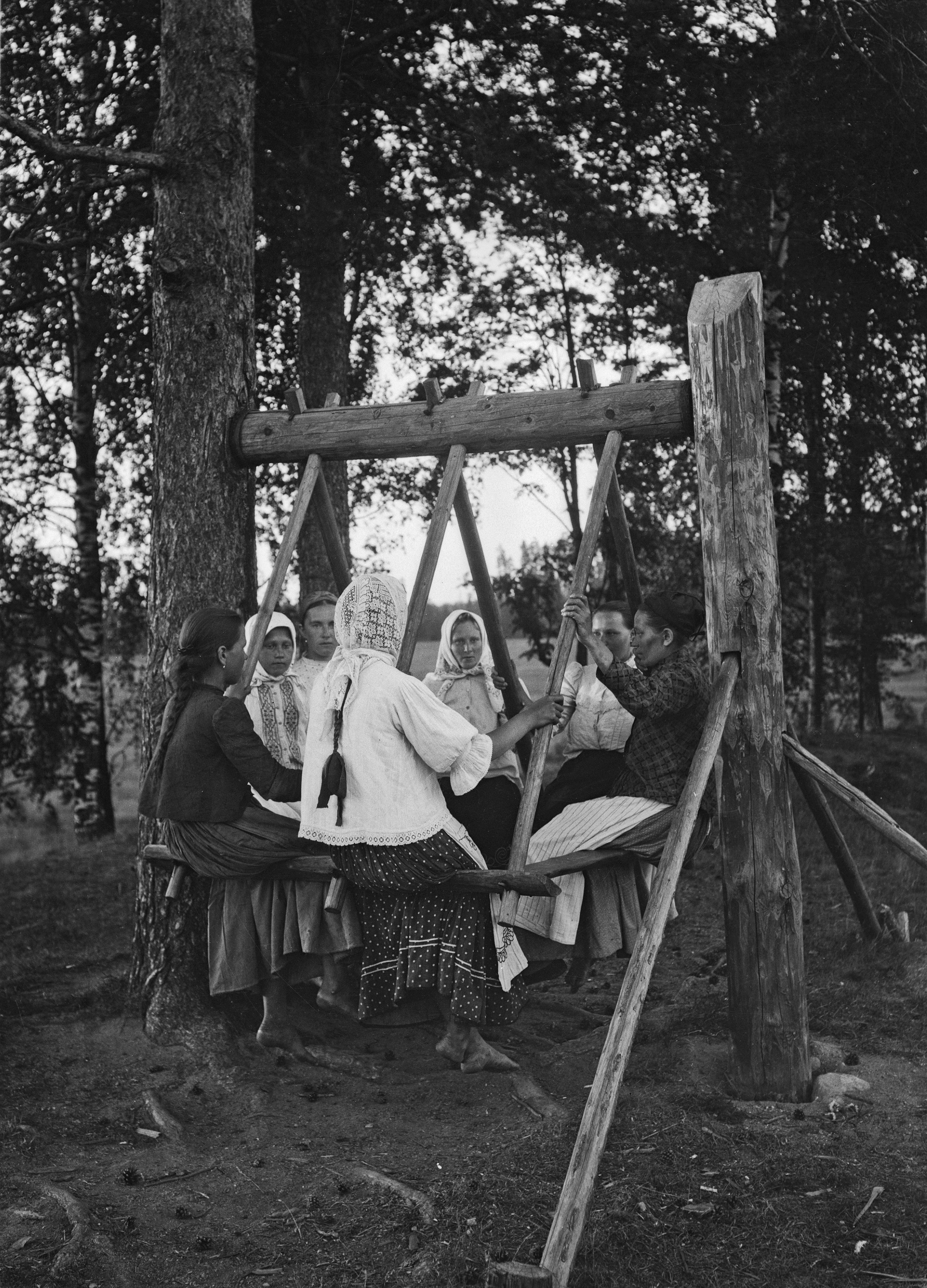
Верхние Лужицы. 1914 год
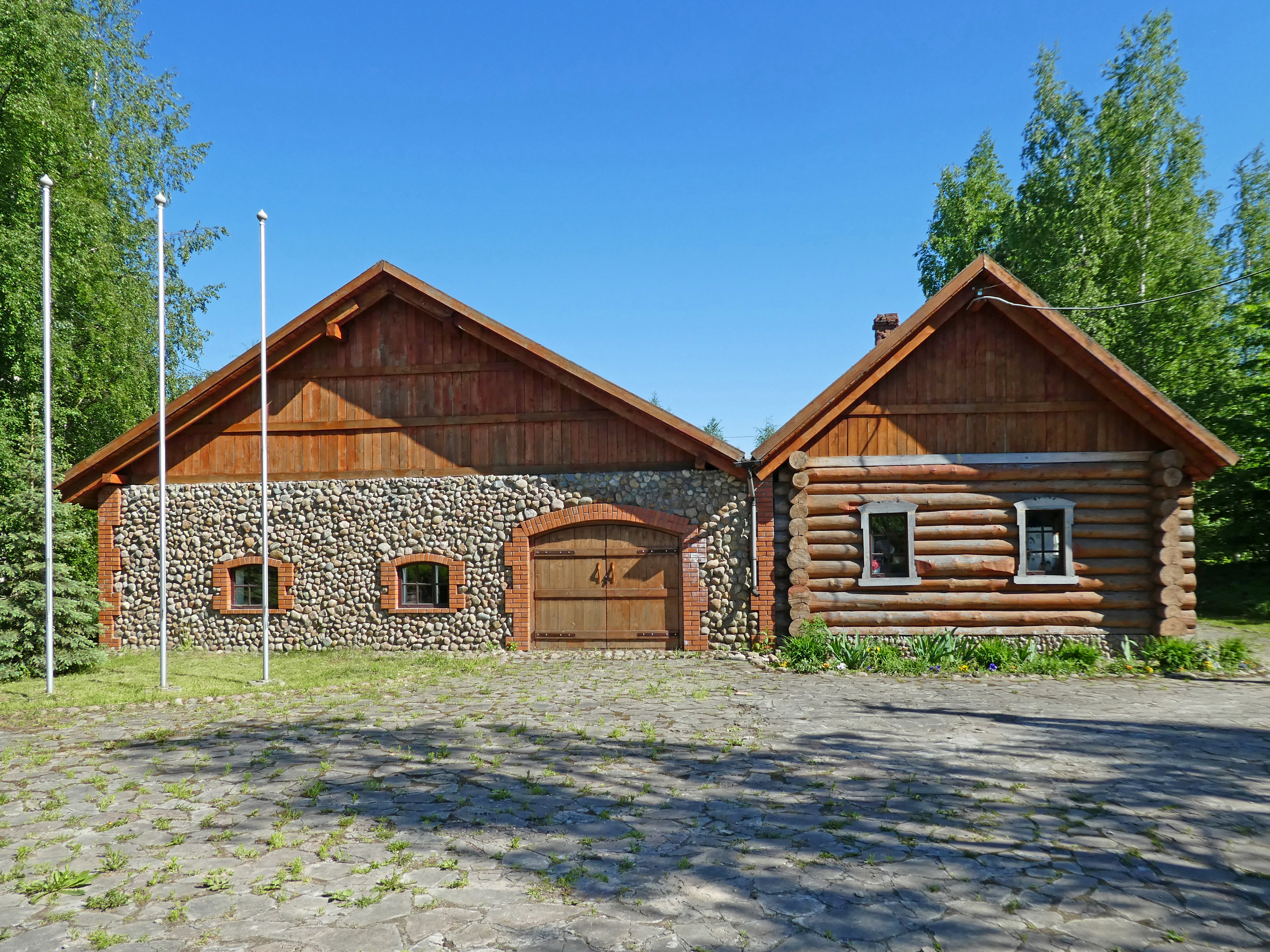
Музей водской культуры. 2022 год